# ویکتوریا انوپرینکو
ویکتوریا انوپرینکو (الگو:Lang-ukr؛ زادهٔ ۱۸ اکتبر ۲۰۰۳) ژیمناست ریتمیک اهل اوکراین است.